# Eugène-Désiré-Marcel Lombard
Eugène-Désiré-Marcel Lombard, francoski general, * 1883, † 1965.